# Bryson von Achaia
Bryson von Achaia (oder Bryson der Achäer; altgriechisch: Βρύσων ὁ Ἀχαιός Brýsōn ho Achaiós) war ein antiker griechischer Philosoph. Er lebte im 4. Jahrhundert v. Chr.
Über ihn ist nur wenig bekannt: Es heißt, er sei ein Schüler von Stilpon und Kleinomachos von Thurioi gewesen, was bedeuten würde, dass er ein Philosoph der megarischen Schule war. Er soll seinerseits den Kyniker Krates von Theben, den Skeptiker Pyrrhon von Elis und den Atheisten Theodoros von Kyrene unterrichtet haben. Diogenes Laërtios führt ihn in einer Liste von Philosophen auf, die keine Schriften hinterlassen haben.
Bryson von Achaia ist nicht identisch mit Bryson von Herakleia.